# Albert Wigand (Künstler)

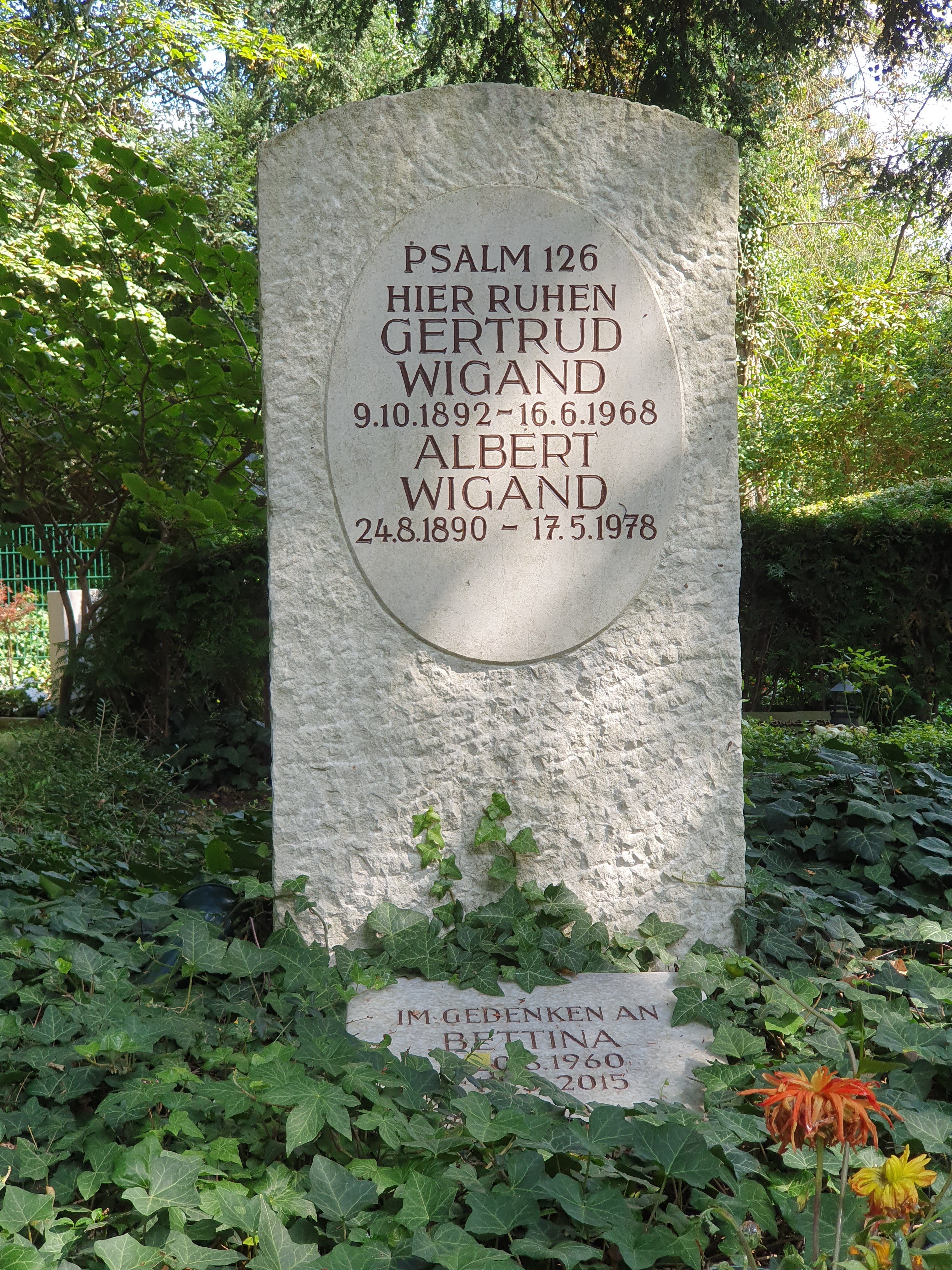
Grab auf dem Äußeren Plauenschen Friedhof in Dresden

Albert Wigand (* 24. August 1890 in Ziegenhain; † 17. Mai 1978 in Leipzig) war ein deutscher Maler, Zeichner und Collagist.

## Leben
1902 siedelte die Familie Wigand nach Godesberg bei Bonn um. 1910 legte Albert Wigand seine Abiturprüfung in Bonn erfolgreich ab.
Er besuchte bis 1913 das Zeichenlehrerseminar bei Lothar von Kunowski in Düsseldorf (Kunstgewerbeschule Düsseldorf). 1913 hielt er sich in Goßfelden bei Marburg im Schülerkreis des Willingshausener Malers von Otto Ubbelohde auf. Während des Ersten Weltkrieges wurde er als Sanitäter in Frankreich eingesetzt. 1916 zeigte er seine erste Ausstellung in der besetzten nordfranzösischen Stadt Rethel. Die Ausstellung wurde initiiert von Walter Kaesbach, der vor dem Ersten Weltkrieg Mitarbeiter der Nationalgalerie war. Nach seiner Ausstellung in der Galerie von Richard Hamann im Marburger Kunsthistorischen Seminar 1920 lebte er von 1923 bis 1924 in Berlin. 1920 begegnete er Christian Rohlfs und Curt Herrmann auf Empfehlung Professor Hamanns. Von 1925 an lebte er in Dresden. 1943 verzeichnete ihn das Adressbuch als Kunstmaler in der Villa Bernhardstraße 125. 1971 zog er nach Leipzig.
In den dreißiger Jahren begann Wigand mit einem ihm eigenen lyrischen Expressionismus sich künstlerisch auszudrücken, musste jedoch zur Sicherung seines Broterwerbs von 1930 bis 1943 im Residenz-Kaufhaus als Schaufensterdekorateur arbeiten. Es folgten Zeichnungen von Dorf- und Straßenszenen in Böhmen, im Erzgebirge und in der Lausitz.
Nach der Entlassung aus der Kriegsgefangenschaft verdiente er bis 1956 seinen Lebensunterhalt als Gelegenheits- und Hilfsarbeiter. Als Künstler blieb er seinen Motiven treu und erweiterte sie durch Stillleben. Bestandteile und Stücke früherer Arbeiten setzte er zu neuen Collagen zusammen, was seine Arbeiten zeitlos machte, die nunmehr aber schwer chronologisch einzuordnen sind. Die hohe Wertschätzung seines Schaffens begründete auch Freundschaften mit anderen Künstlern, die wie er am Rande des offiziellen Kunstbetriebs standen, wie z. B. Carlfriedrich Claus. Sein Alterswerk brachte eine Annäherung an den Realismus, allerdings unter einer Reduzierung von Farben, Formen und Motiven, die er bis zu ihrer totalen Auflösung führte.
Wolfgang Balzer, Direktor der Staatlichen Kunstsammlungen in Dresden (SKD) widmete Albert Wigand, der bis zur Allgemeinen Deutschen Kunstausstellung 1946 in Dresden nahezu unbekannt war, bereits 1949 eine Einzelausstellung und erwarb fünf Zeichnungen von ihm. Durch weitere Erwerbungen, Vermächtnisse und Schenkungen wuchs der Bestand bis zur Ausstellung im Kupferstich-Kabinett der SKD anlässlich seines 100. Geburtstages 1990 auf 141 Werke an.

## Fotografische Darstellung Wigands
- Unbekannter Autor: Elisabeth Ahnert und Albert Wiegand (um 1965)[2]

## Weitere Ausstellungen (unvollständig)
- 1948 Staatliche Kunstsammlungen Dresden (Der Ruf. Dresdner Maler. Auswärtige Gäste)[3]
- 1948: Freiberg, Stadt- und Bergbaumuseum („3. Ausstellung Erzgebirgischer Künstler“)[4]

- 1949 Staatliche Kunstsammlungen Dresden
- 1955 Galerie Heinrich Kühl Dresden
- 1955 Anger-Museum Erfurt
- 1965 Kupferstichkabinett Dresden
- 1967 Künstlerkreis Marburg
- 1970 Kupferstichkabinett Dresden (Einzelausstellung)[5]
- 1975 Galerie am Sachsenplatz Leipzig

### Postum
- 1979 Galerie Clara Mosch Karl-Marx-Stadt (Chemnitz), Galerie Nord Dresden
- 1992 Galerie Christian Zwang Hamburg
- 1993 Lindenau-Museum Altenburg
- 1994 Schloss Philippsruhe Hanau, Universitätsmuseum Marburg

## Werke in Museen
- Staatliche Kunstsammlung in Dresden